# Altiplà d'Etiòpia

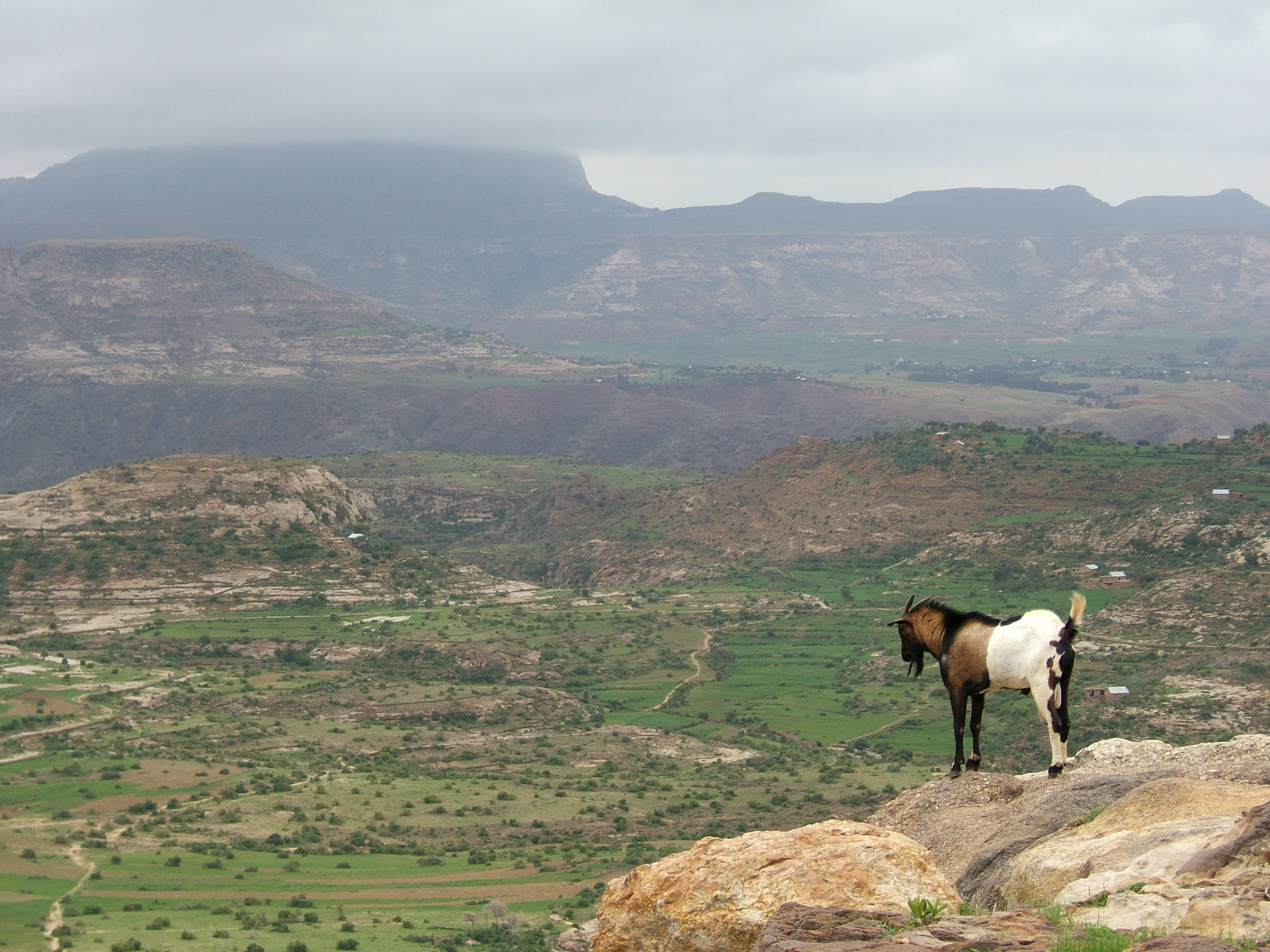
Altiplà d'Etiòpia - Una vall prop d'Aksum

L'altiplà d'Etiòpia (també anomenades terres altes d'Abissinia) és una massa de muntanyes a Etiòpia, Eritrea i nord de Somàlia a l'est d'Àfrica. L'altiplà d'Etiòpia és la més gran àrea contínua d'aquesta altitud en tot el continent, amb poca superfície per sota dels 1.500 m d'altitud; els cims arriben a 4.550 metres. Sovint rep el nom del «sostre d'Àfrica».

## Geografia
L'altiplà està dividit en les parts nord-oest i sud-est per la Gran Vall del Rift, la qual conté un gran nombre de llacs salats. La part nord-oest cobreix la regió Tigray i la regió Amhara, inclou les muntanyes Semien, part d'elles dins un parc nacional. El seu cim més alt és el Ras Dashan (4.550 m), i és el punt més alt d'Etiòpia. El llac Tana és la font del Nil Blau, també està a la part nord-oest de l'altiplà.
La part sud-est està a la Zona Bale d'Etiòpia, Regió d'Oromia. Les muntanyes Bale també són un parc nacional amb altituds d'uns 4.000 metres com el mont Tullu Demtu (4.337 m), segon punt més alt d'Etiòpia.
Des del desert de Nubia al Sudan, que limita amb les terres altes al nord-oest, el terreny només s'eleva gradualment sobre les terres altes i la frontera nacional amb Etiòpia. La zona del Sahel discorre per la part nord de les muntanyes que s'inicien en aquesta zona fronterera: uns 100 km d'amplada des de l'oest i després s'inclina cap al nord per formar la part nord de les terres altes amb fins a 500 km d'ample al llarg de la costa del Mar Roig i, per tant, principalment pel país veí d'Eritrea al sud-est.
A la seva vora oriental, les terres altes d'Abissínia cauen abruptament fins als 116 m a la depressió de Koba, una depressió a l'oest de la frontera amb Eritrea, a la vora del llac Karum. Hi ha una zona pantanosa que s'alimenta de les rieres i rius que provenen del centre força plujós de les terres altes. La zona oriental està dominada per sabanes seques i humides, que es confonen més a l'est en l'àmplia franja del Sahel.
Cap al sud-est, on l'esmentada vall del rift travessa Etiòpia en direcció nord-est-sud-oest, les terres altes d'Abissínia passen per sobre de la sabana humida cap a la sabana espinosa del rift; hi ha molts llacs.
El centre de la serralada està dominat principalment per pastures a les taules rocoses i sense boscos, que sovint tenen pares de roca amb pendent vertical. En les guerres dels segles anteriors, els altiplans rocosos especialment impactants, anomenats Amba, eren fortaleses inexpugnables però també llocs d'exili per als membres de les famílies dirigents que estaven exclosos de la línia de successió.
Cap al sud-oest i l'oest, el terreny baixa gradualment a través de la sabana seca cap a les valls del Nil Blau i Blanc.

### Muntanyes
Les muntanyes altes força accidentades són al voltant de 2000 fins a un màxim de 4533 m alt. Els cims més alts de vegades estan coberts de neu durant llargs períodes, una de les raons per les quals el Nil Blau, que s'origina del llac Tana i els seus afluents, rep aigua tan abundant.
Muntanyes de les terres altes d'Abissínia ordenats per alçada en metres (m):
| - Ras Dashan (4533 m) - Buahit (4510 m) - Talo (4413 m) - Tulu Dimtu (4377 m) - Kollo (4300 m) - Guge (4203 m) | - Birhan Terara (4154 m) - Guna Terara (4120 m) - Amba Alage (3438 m) - Tulu Welel (3301 m) - Dendi (3292 m) - Beleye (3131 m) |

### Masses d'aigüa
Les masses d'aigua a les terres altes d'Abissínia i als voltants són:
| Rius - Akaki - Atbara - Awash - Avetu - Baro - Nil Blau - Dawa - Elala - Gojeb - Jamma - Magech - Mareb - Omo - Tekeze Setit | Llacs - a les terres altes - Embassament d'Aba Samuel - Llac Ashangi (2438 m) - Llac Chomen (2226 m) - Llac Hardibo (Ardibbo ; 2133 m) - Hayksee (1908 m) - Haroo Dandii - Llac Tana (1786 m) - Presa de Tekeze (1145 m) - Wenchi (3450 m) - entre les terres altes d'Absínia i les terres altes de Somali, I, a la Gran Vall del Rift : - Llac Abaya (1285 m) - Abijatta (1573 m) - Llac Chamo (1110 m) - Dipòsit de Coca (1592 m) - Langano (1582 m) - Shala (1558 m) - Zway (1636 m) - una mica al sud de les terres altes: - Llac Turkana (375 m) |

### Localitats
Les localitats de les terres altes d'Abissínia són:
| - Adama (1712 m) - Adigrat (2457 m) - Addis Abeba (2355 m) - Adi Keyh (2400 m) - Adua (1907 m) - Axum (2131 m) - Asmara (2300 m) - Bahir Dar (1840 m) - Debarq (2850 m) - Debre Berhan (2805 m) - Debre Markos (2446 m) | - Debre Tabor (2706 m) - Dese (2370 m) - Gondarr (2133 m) - Lalibela (2500 m) - Jimma (1780 m) - Mekele (2084 m) - Senafe - Shire (Inda Selassie) (1907 m) - Yetmen (2396 m) - Sodore (1600 m) |

### Clima
La distribució espacial de la temperatura a Etiòpia està determinada principalment per l'altitud i la latitud. L'altitud és el principal factor que determina la distribució espacial de la temperatura a Etiòpia. Etiòpia es troba dins dels tròpics, una zona de màxima insolació. Tanmateix, porcions considerables d'Etiòpia són zones altes, i les seves altituds els donen temperatures no tropicals. El clima tropical d'Etiòpia es produeix a les terres baixes a les perifèries del país. El clima predominant de les terres altes d'Etiòpia és el clima alpí.
Les terres altes d'Etiòpia, tot i ser prop de l'equador, tenen un clima inesperadament temperat per la seva alçada. A més, aquestes muntanyes capten les precipitacions dels vents monsònics de l'oceà Índic, donant lloc a una temporada de pluges que dura des de juny fins a mitjans de setembre. Aquestes fortes pluges fan que el Nil s'inundi a l'estiu, un fenomen que va desconcertar els antics grecs, ja que l'estiu és l'estació més seca del clima mediterrani que coneixien.

## Geologia

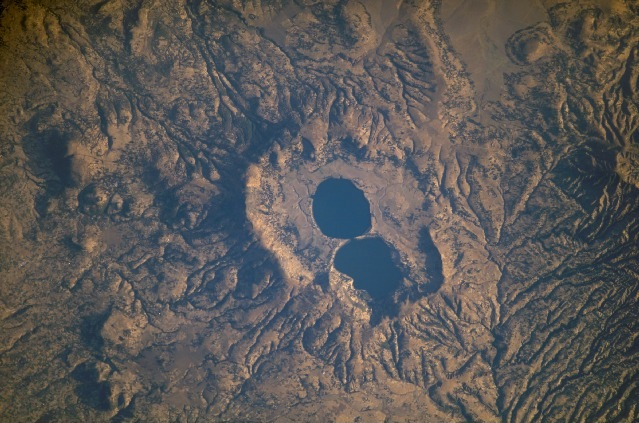
Dendi Caldera, un volcà col·lapsat a la regió de muntanya

Les terres altes d'Etiòpia van començar a aixecar-se fa 75 milions d'anys, quan el magma del mantell terrestre va aixecar una àmplia cúpula de les antigues roques de l’escut àrab-nubi. L'obertura de la Gran Vall del Rift va dividir la cúpula de les terres altes d'Etiòpia en tres parts; les muntanyes del sud de la península aràbiga formen geològicament part de les antigues terres altes d'Etiòpia, separades pel trencament que va crear el mar Roig i el golf d'Aden i va separar Àfrica d'Aràbia.
Fa uns 30 milions d'anys, es va començar a formar un altiplà basàltic inundable, acumulant capes sobre capes de voluminoses colades de lava basàltica alimentades per fissures. La majoria dels fluxos eren toleítics, llevat d'una fina capa de basalts alcalins i petites quantitats de roques volcàniques fèlsiques (alta sílice), com la riolita. En les etapes minvants de l'episodi de la inundació de basalt, també es van produir grans erupcions explosives que van formar calderes.
Les terres altes d'Etiòpia van ser finalment dividides en dos per la Gran Vall del Rift quan l'escorça continental africana es va separar. Aquest trencament va donar lloc a grans volcans d'escut de basalt alcalins que van començar fa uns 30 milions d'anys.
Les terres altes d'Etiòpia del nord contenen quatre superfícies de plantació discernibles, la més antiga es va formar no més tard del període ordovicià. La superfície més jove es va formar al Cenozoic, quedant parcialment coberta pels basalts continentals d'inundació Etiòpia-Iemen. Contràriament al que s'ha suggerit per a gran part d'Àfrica, les superfícies de plantació al nord d'Etiòpia no semblen ser pediplains ni etchplains.

## Història

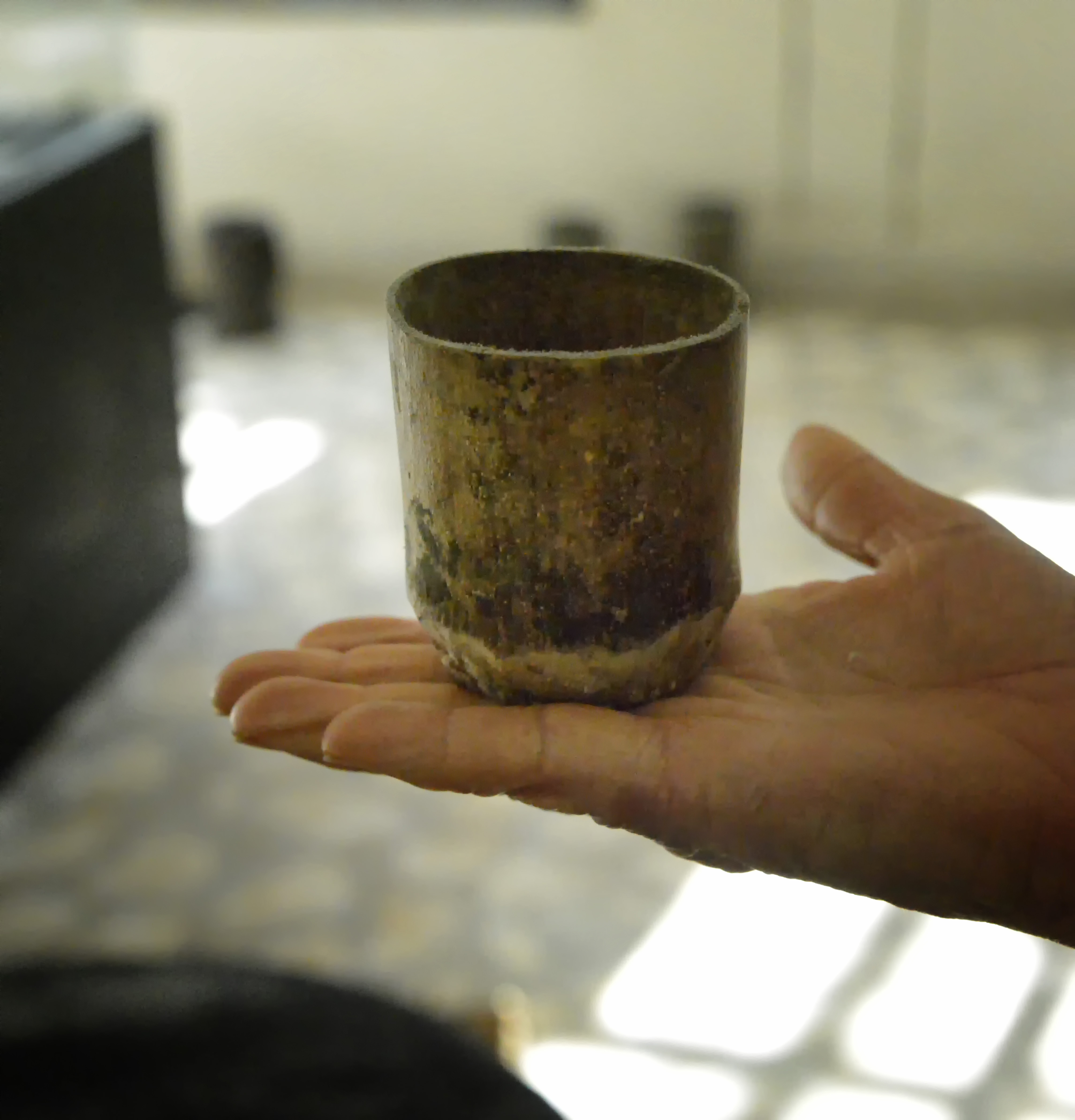
Una tassa de cafè de l'època del Regne de Kaffa

A les parts del sud de les terres altes d'Etiòpia es va situar una vegada el Regne de Kaffa, un estat medieval i del principi de l'edat moderna, d'on s'exportava la planta de cafè a la península aràbiga. La terra de l'antic regne és muntanyosa amb extensions de bosc. La terra és molt fèrtil, capaç de fer tres collites a l'any. El terme cafè deriva de l’àrab: قهوة (qahwah) i es remunta a Kaffa.

## Ecologia
Per la seva gran altitud aquesta part d'Etiòpia té un clima temperat, malgrat trobar-se prop de l'equador; a més, les muntanyes capturen les pluges del monsó de l'Índic amb una estació humida que va de juny a mig setembre. Gràcies a aquestes pluges el Nil té aigües altes a l'estiu, cosa que va sorprendre els antics grecs.
L'altiplà té una flora i fauna similar a altres regions muntanyenques africanes; coneguda com a Afromontana, però en el temps de la darrera glaciació tenia alguna flora paleàrtica d'Euràsia. Està dividida en tres ecoregions diferent segons l'altitud. L'ecoregió del Bosc montà d'Etiòpia entre 1.100 i 1.800 metres, sobre praderies i sabanes de la terra baixa. La Kolla és una arbreda oberta dominada per espècies de Terminalia, Commiphora, Boswellia, i Acacia. Weyna dega és una arbreda de zones més altes i humides dominada per coníferes Afrocarpus gracilior i Juniperus procera. Al bosc d'Harenna hi ha arbredes amb Warburgia ugandensis, Croton macrostachyus, Syzygium guineese, i Afrocarpus gracilior, amb Coffea arabica silvestre com arbust dominant.
Les Praderies i matollars de muntanya és el més extens dels biomes de l'altiplà; ocupa una zona entre 1.800 i 3.000 metres d'altitud. La vegetació natural és un bosc dens en les zones més humides i praderies i matollars en les seques. Tanmateix, aquesta zona té bons sòls i està molt poblada amb poques zones no agrícoles, inclou la capital: Addis Abeba. Els boscos que hi resten tenen espècies de Podocarpus i Juniperus procera, sovint amb Hagenia abyssinica. Al bosc d'Harenna hi ha retalls de Pouteria i Olea amb lianes i epífits. Per sobre dels 2.400 metres hi ha una zona arbustiva amb Hagenia, Schefflera, i lobèlies gegants (Lobelia gibberroa). El bosc de fulla persistent de les muntanyes Semien entre 2.300 i 2.700 metres està dominat per Syzygium guineense, Juniperus procera i Olea africana.
Hi ha molts rèptils endèmics, ocells i animals com Capra walie i el babuí gelada (Tragelaphus buxtoni) està restringit al sud. També hi ha Colobus guereza, Papio anubis, Canis aureus, Panthera pardus, lleó Crocuta crocuta, Caracal caracal, Felis serval, Sylvicapra grimmia i Potamochoerus porcus.
Per sobre dels 3.000 metres hi ha les torberes montanes d'Etiòpia, que estan per sobre del límit arbori o línia de creixement dels arbres, i són praderies i torberes amb moltes herbes i alguns arbusts; hi ha animals endèmics com Canis simensis i Tachyoryctes macrocephalus.